# Liste der Sieger der Tour de France (Material)
Auflistung der Sieger der Tour de France ab 1903 mit dem verwendeten Material (Rahmen, Komponenten etc.).

## Geschichte
Seit der Erstaustragung der Tour de France wurden die Räder und Komponenten, die im Profi-Radsport eingesetzt werden, immer weiterentwickelt. So wurde beispielsweise der Gebrauch von Schaltungskomponenten bei der Frankreichrundfahrt erstmals im Jahre 1937 erlaubt.
Auch die Herkunft der einzelnen Fahrradhersteller ist nicht immer zweifelsfrei zu klären.
So gehen die Räder von La Sportive auf einen Zusammenschluss mehrerer Fahrradhersteller wie Alcyon, Armor, Automoto, Clément, La Française, Gladiator, Griffon, Hurtu, Labor, Liberator, Peugeot und Thomann nach dem Ersten Weltkrieg zurück. Die Initiative sollte ein Weiterleben der einzelnen Hersteller ermöglichen. Im Jahr 1922 wurde La Sportive wieder aufgelöst und die Hersteller gingen wieder eigene Wege.
In den Jahren 1930 bis 1939 ließ Tour de France Gründer und Ausrichter Henri Desgrange die Rundfahrt als Rennen für Nationalteams austragen. Die Teilnehmer wurden alle mit dem gleichen Material ausgestattet. Die Räder wurden gelb lackiert und mit dem Schriftzug der Sportzeitung L’Auto, die das Rennen veranstaltete, versehen. Die Einheitsräder wurden vom Hersteller Automobiles Alcyon gestellt.
Die Räder von Eddy Merckx hingegen, wurden zum Beispiel durch die belgische Fahrradmanufaktur Ets Kessels S.A. aus Ostende oder dem Rahmenbauer Faliero Masi entworfen und gebaut. Dennoch fand sich der Markenname Eddy Merckx auf den Rahmen wieder. Darüber hinaus hat Faliero Masi Rahmen für Fausto Coppi, Louison Bobet, Felice Gimondi, Rik van Looy und Jacques Anquetil angefertigt, die in offiziellen Sponsorenfarben lackiert und beklebt wurden.
Die nachfolgende Tabelle listet das verwendete Material (Rahmen und Komponenten) der Tour-de-France-Sieger seit der Erstaustragung der Rundfahrt auf.
| Jahr      | Sieger                               | Nationalität                         | Rahmen                               | Hersteller                           | Gruppe                               | Bremssystem                          |
| --------- | ------------------------------------ | ------------------------------------ | ------------------------------------ | ------------------------------------ | ------------------------------------ | ------------------------------------ |
| 1903      | Maurice Garin                        | Frankreich                           | La Francaise                         |                                      |                                      |                                      |
| 1904      | Henri Cornet                         | Frankreich                           | Conet                                |                                      |                                      |                                      |
| 1905      | Louis Trousselier                    | Frankreich                           | Peugeot                              |                                      |                                      |                                      |
| 1906      | René Pottier                         | Frankreich                           | Peugeot                              |                                      |                                      |                                      |
| 1907      | Lucien Petit-Breton                  | Frankreich                           | Peugeot                              |                                      |                                      |                                      |
| 1908      | Lucien Petit-Breton                  | Frankreich                           | Peugeot                              |                                      |                                      |                                      |
| 1909      | François Faber                       | Luxemburg                            | Alcyon                               |                                      |                                      |                                      |
| 1910      | Octave Lapize                        | Frankreich                           | Alcyon                               |                                      |                                      |                                      |
| 1911      | Gustave Garrigou                     | Frankreich                           | Alcyon                               |                                      |                                      |                                      |
| 1912      | Odiel Defraeye                       | Belgien                              | Alcyon                               |                                      |                                      |                                      |
| 1913      | Philippe Thys                        | Belgien                              | Peugeot                              |                                      |                                      |                                      |
| 1914      | Philippe Thys                        | Belgien                              | Peugeot                              |                                      |                                      |                                      |
| 1915–1918 | Erster Weltkrieg (keine Austragung)  | Erster Weltkrieg (keine Austragung)  | Erster Weltkrieg (keine Austragung)  | Erster Weltkrieg (keine Austragung)  | Erster Weltkrieg (keine Austragung)  | Erster Weltkrieg (keine Austragung)  |
| 1919      | Firmin Lambot                        | Belgien                              | La Sportive                          |                                      |                                      |                                      |
| 1920      | Philippe Thys                        | Belgien                              | La Sportive                          |                                      |                                      |                                      |
| 1921      | Léon Scieur                          | Belgien                              | La Sportive                          |                                      |                                      |                                      |
| 1922      | Firmin Lambot                        | Belgien                              | Peugeot                              |                                      |                                      |                                      |
| 1923      | Henri Pélissier                      | Frankreich                           | Automoto                             |                                      |                                      |                                      |
| 1924      | Ottavio Bottecchia                   | Königreich Italien                   | Automoto                             |                                      |                                      |                                      |
| 1925      | Ottavio Bottecchia                   | Königreich Italien                   | Automoto                             |                                      |                                      |                                      |
| 1926      | Lucien Buysse                        | Belgien                              | Automoto                             |                                      |                                      |                                      |
| 1927      | Nicolas Frantz                       | Luxemburg                            | Alcyon                               |                                      |                                      |                                      |
| 1928      | Nicolas Frantz                       | Luxemburg                            | Alcyon                               |                                      |                                      |                                      |
| 1929      | Maurice Dewaele                      | Belgien                              | Alcyon                               |                                      |                                      |                                      |
| 1930      | André Leducq                         | Frankreich                           | Alcyon                               |                                      |                                      |                                      |
| 1931      | Antonin Magne                        | Frankreich                           | Alcyon                               |                                      |                                      |                                      |
| 1932      | André Leducq                         | Frankreich                           | Alcyon                               |                                      |                                      |                                      |
| 1933      | Georges Speicher                     | Frankreich                           | Alcyon                               |                                      |                                      |                                      |
| 1934      | Antonin Magne                        | Frankreich                           | Alcyon                               |                                      |                                      |                                      |
| 1935      | Romain Maes                          | Belgien                              | Alcyon                               |                                      |                                      |                                      |
| 1936      | Sylvère Maes                         | Belgien                              | Alcyon                               |                                      |                                      |                                      |
| 1937      | Roger Lapébie                        | Frankreich                           | Alcyon                               | Osgear                               | Super Champion                       |                                      |
| 1938      | Gino Bartali                         | Königreich Italien                   | Legnano                              | Vittoria Margherita                  | Il Campionissimo                     |                                      |
| 1939      | Sylvère Maes                         | Belgien                              | Alcyon                               | Osgear                               | Super Champion                       |                                      |
| 1940–1946 | Zweiter Weltkrieg (keine Austragung) | Zweiter Weltkrieg (keine Austragung) | Zweiter Weltkrieg (keine Austragung) | Zweiter Weltkrieg (keine Austragung) | Zweiter Weltkrieg (keine Austragung) | Zweiter Weltkrieg (keine Austragung) |
| 1947      | Jean Robic                           | Frankreich                           | Genial                               | Simplex                              | Tour de France                       |                                      |
| 1948      | Gino Bartali                         | Italien                              | Legnano                              | Campagnolo                           | Cambio Corsa                         |                                      |
| 1949      | Fausto Coppi                         | Italien                              | Bianchi                              | Simplex                              | Tour de France                       |                                      |
| 1950      | Ferdy Kübler                         | Schweiz                              | Frejus                               | Simplex                              | Tour de France                       |                                      |
| 1951      | Hugo Koblet                          | Schweiz                              | La Perle                             | Campagnolo                           | Gran Sport                           |                                      |
| 1952      | Fausto Coppi                         | Italien                              | Bianchi                              | Campagnolo                           | Gran Sport                           |                                      |
| 1953      | Louison Bobet                        | Frankreich                           | Stella                               | Huret                                | Competition                          |                                      |
| 1954      | Louison Bobet                        | Frankreich                           | Stella                               | Huret                                | Competition                          |                                      |
| 1955      | Louison Bobet                        | Frankreich                           | Lejeune                              | Huret                                | Competition                          |                                      |
| 1956      | Roger Walkowiak                      | Frankreich                           | Lejeune                              | Campagnolo                           | Gran Sport                           |                                      |
| 1957      | Jacques Anquetil                     | Frankreich                           | Helyett                              | Simplex                              | L.Juy 543                            |                                      |
| 1958      | Charly Gaul                          | Luxemburg                            | Guerra                               | Campagnolo                           | Gran Sport                           |                                      |
| 1959      | Federico Bahamontes                  | Spanien                              | Coppi                                | Campagnolo                           | Gran Sport                           |                                      |
| 1960      | Gastone Nencini                      | Italien                              | Colnago                              | Campagnolo                           | Gran Sport                           |                                      |
| 1961      | Jacques Anquetil                     | Frankreich                           | Helyett                              | Simplex                              | Juy Export 61                        |                                      |
| 1962      | Jacques Anquetil                     | Frankreich                           | Helyett                              | Simplex                              | Juy Export                           |                                      |
| 1963      | Jacques Anquetil                     | Frankreich                           | Gitane                               | Campagnolo                           | Record                               |                                      |
| 1964      | Jacques Anquetil                     | Frankreich                           | Gitane                               | Campagnolo                           | Record                               |                                      |
| 1965      | Felice Gimondi                       | Italien                              | Magni                                | Campagnolo                           | Record                               |                                      |
| 1966      | Lucien Aimar                         | Frankreich                           | Géminiani                            | Campagnolo                           | Record                               |                                      |
| 1967      | Roger Pingeon                        | Frankreich                           | Peugeot                              | Simplex                              | Prestige                             |                                      |
| 1968      | Jan Janssen                          | Niederlande                          | Lejeune                              | Campagnolo                           | Nuovo Record                         |                                      |
| 1969      | Eddy Merckx                          | Belgien                              | Eddy Merckx                          | Campagnolo                           | Nuovo Record                         |                                      |
| 1970      | Eddy Merckx                          | Belgien                              | Eddy Merckx                          | Campagnolo                           | Nuovo Record                         |                                      |
| 1971      | Eddy Merckx                          | Belgien                              | Eddy Merckx                          | Campagnolo                           | Nuovo Record                         |                                      |
| 1972      | Eddy Merckx                          | Belgien                              | Eddy Merckx                          | Campagnolo                           | Nuovo Record                         |                                      |
| 1973      | Luis Ocaña                           | Spanien                              | Motobecane                           | Campagnolo                           | Nuovo Record                         |                                      |
| 1974      | Eddy Merckx                          | Belgien                              | Eddy Merckx                          | Campagnolo                           | Nuovo Record                         |                                      |
| 1975      | Bernard Thévenet                     | Frankreich                           | Peugeot                              | Simplex                              | SLJ 5000                             |                                      |
| 1976      | Lucien Van Impe                      | Belgien                              | Gitane                               | Campagnolo                           | Nuovo Record                         |                                      |
| 1977      | Bernard Thévenet                     | Frankreich                           | Peugeot                              | Simplex                              | SLJ 5000                             |                                      |
| 1978      | Bernard Hinault                      | Frankreich                           | Gitane                               | Campagnolo                           | Super Record                         |                                      |
| 1979      | Bernard Hinault                      | Frankreich                           | Gitane                               | Campagnolo                           | Super Record                         |                                      |
| 1980      | Joop Zoetemelk                       | Niederlande                          | Raleigh                              | Campagnolo                           | Super Record                         |                                      |
| 1981      | Bernard Hinault                      | Frankreich                           | Gitane                               | Campagnolo                           | Super Record                         |                                      |
| 1982      | Bernard Hinault                      | Frankreich                           | Gitane                               | Campagnolo                           | Super Record                         |                                      |
| 1983      | Laurent Fignon                       | Frankreich                           | Gitane                               | Simplex                              | SLJ 5000                             |                                      |
| 1984      | Laurent Fignon                       | Frankreich                           | Gitane                               | Campagnolo                           | Super Record                         |                                      |
| 1985      | Bernard Hinault                      | Frankreich                           | Hinault                              | Campagnolo                           | C-Record                             |                                      |
| 1986      | Greg LeMond                          | Vereinigte Staaten                   | Battaglin                            | Campagnolo                           | C-Record                             |                                      |
| 1987      | Stephen Roche                        | Irland                               | Battaglin                            | Campagnolo                           | C-Record                             |                                      |
| 1988      | Pedro Delgado                        | Spanien                              | Pinarello                            | Campagnolo                           | C-Record                             |                                      |
| 1989      | Greg LeMond                          | Vereinigte Staaten                   | Bottecchia                           | Mavic                                | Tout Mavic                           |                                      |
| 1990      | Greg LeMond                          | Vereinigte Staaten                   | TVT/LeMond                           | Campagnolo                           | C-Record                             |                                      |
| 1991      | Miguel Indurain                      | Spanien                              | TVT/Razesa                           | Campagnolo                           | C-Record                             |                                      |
| 1992      | Miguel Indurain                      | Spanien                              | Pinarello                            | Campagnolo                           | C-Record                             |                                      |
| 1993      | Miguel Indurain                      | Spanien                              | Pinarello                            | Campagnolo                           | C-Record                             |                                      |
| 1994      | Miguel Indurain                      | Spanien                              | Pinarello                            | Campagnolo                           | C-Record                             |                                      |
| 1995      | Miguel Indurain                      | Spanien                              | Pinarello                            | Campagnolo                           | C-Record                             |                                      |
| 1996      | Bjarne Riis                          | Dänemark                             | Pinarello                            | Campagnolo                           | Record                               |                                      |
| 1997      | Jan Ullrich                          | Deutschland                          | Pinarello                            | Campagnolo                           | Record                               |                                      |
| 1998      | Marco Pantani                        | Italien                              | Bianchi                              | Campagnolo                           | Record                               |                                      |
| 1999      | —                                    | —                                    | —                                    | —                                    | —                                    |                                      |
| 2000      | —                                    | —                                    | —                                    | —                                    | —                                    |                                      |
| 2001      | —                                    | —                                    | —                                    | —                                    | —                                    |                                      |
| 2002      | —                                    | —                                    | —                                    | —                                    | —                                    |                                      |
| 2003      | —                                    | —                                    | —                                    | —                                    | —                                    |                                      |
| 2004      | —                                    | —                                    | —                                    | —                                    | —                                    |                                      |
| 2005      | —                                    | —                                    | —                                    | —                                    | —                                    |                                      |
| 2006      | Óscar Pereiro                        | Spanien                              | Pinarello                            | Campagnolo                           | Record                               |                                      |
| 2007      | Alberto Contador                     | Spanien                              | Trek                                 | Shimano                              | Dura-Ace                             | Felgenbremse                         |
| 2008      | Carlos Sastre                        | Spanien                              | Cervélo                              | Shimano                              | Dura-Ace                             | Felgenbremse                         |
| 2009      | Alberto Contador                     | Spanien                              | Trek                                 | SRAM                                 | Red                                  | Felgenbremse                         |
| 2010      | Andy Schleck                         | Luxemburg                            | Specialized                          | SRAM                                 | Red                                  | Felgenbremse                         |
| 2011      | Cadel Evans                          | Australien                           | BMC                                  | Shimano                              | Dura-Ace Di2                         | Felgenbremse                         |
| 2012      | Bradley Wiggins                      | Vereinigtes Königreich               | Pinarello                            | Shimano                              | Dura-Ace Di2                         | Felgenbremse                         |
| 2013      | Christopher Froome                   | Vereinigtes Königreich               | Pinarello                            | Shimano                              | Dura-Ace Di2                         | Felgenbremse                         |
| 2014      | Vincenzo Nibali                      | Italien                              | Specialized                          | Campagnolo                           | Record EPS                           | Felgenbremse                         |
| 2015      | Christopher Froome                   | Vereinigtes Königreich               | Pinarello                            | Shimano                              | Dura-Ace Di2                         | Felgenbremse                         |
| 2016      | Christopher Froome                   | Vereinigtes Königreich               | Pinarello                            | Shimano                              | Dura-Ace Di2                         | Felgenbremse                         |
| 2017      | Christopher Froome                   | Vereinigtes Königreich               | Pinarello                            | Shimano                              | Dura-Ace Di2                         | Felgenbremse                         |
| 2018      | Geraint Thomas                       | Vereinigtes Königreich               | Pinarello                            | Shimano                              | Dura-Ace Di2                         | Felgenbremse                         |
| 2019      | Egan Bernal                          | Kolumbien                            | Pinarello                            | Shimano                              | Dura-Ace Di2                         | Felgenbremse                         |
| 2020      | Tadej Pogacar                        | Slowenien                            | Colnago                              | Campagnolo                           | Super Record                         | Felgenbremse                         |
| 2021      | Tadej Pogacar                        | Slowenien                            | Colnago                              | Campagnolo                           | Super Record                         | Scheibenbremse                       |
| 2022      | Jonas Vingegaard                     | Dänemark                             | Cervélo                              | Shimano                              | Dura Ace Di2                         | Scheibenbremse                       |
| 2023      | Jonas Vingegaard                     | Dänemark                             | Cervélo                              | SRAM                                 | RED eTap AXS                         | Scheibenbremse                       |
| 2024      | Tadej Pogacar                        | Slowenien                            | Colnago                              | Shimano                              | Dura Ace Di2                         | Scheibenbremse                       |
| 2025      | Tadej Pogacar                        | Slowenien                            | Colnago                              | Shimano                              | Dura Ace Di2                         | Scheibenbremse                       |

## Siegstatistik Fahrradhersteller
Die nachfolgende Statistik listet die Siege einzelner Fahrradhersteller auf, die mehr als ein Mal bei der Tour de France erfolgreich sein konnten.
| Alcyon | Pinarello | Peugeot | Gitane | Eddy Merckx | Colnago | Automoto | Bianchi | Cervélo | Helyett | La Sportive | Lejeune | Battaglin | Legnano | Specialized | Stella | Trek |
| ------ | --------- | ------- | ------ | ----------- | ------- | -------- | ------- | ------- | ------- | ----------- | ------- | --------- | ------- | ----------- | ------ | ---- |
| 16     | 15        | 10      | 9      | 5           | 5       | 4        | 3       | 3       | 3       | 3           | 3       | 2         | 2       | 2           | 2      | 2    |

## Siegstatistik Komponentenhersteller
Die nachfolgende Statistik listet die Siege einzelner Komponentenhersteller auf, die mehr als ein Mal bei der Tour de France erfolgreich sein konnten.
| Campagnolo | Shimano | Simplex | Huret | SRAM | Osgear |
| ---------- | ------- | ------- | ----- | ---- | ------ |
| 41         | 13      | 10      | 3     | 3    | 2      |